# Lac Devenyns
Le lac Devenyns est un plan d'eau douce situé dans le territoire non organisé du Lac-Devenyns, dans la municipalité régionale de comté de Matawinie, dans la région administrative de Lanaudière, au Québec, au Canada.

## Géographie
Le Lac Devenyns est situé presque à la limite est de la région administrative de Lanaudière. Ce lac est localisé :
- au sud de la rivière Vermillon et de la Zec du Gros-Brochet,
- à l'ouest de la Zec du Chapeau-de-Paille,
- au nord du Réservoir Taureau,
- au nord-est du lac Légaré,
- à l'ouest de la Zec Boullé.

Plusieurs montagnes sont situées au nord-ouest du lac Devenyns, notamment :
- dans la zec Gros-Brochet : Kaockaskwetinak (435 m), Kaotcekipwanaskotinak (451 m), Mokocanikamo (450 m), Sisipaskotokanan (428 m) ;
- à l'ouest de la zec Gros-Brochet : Pasanowanatikw (525 m), Wekewakami (445 m).

Le bassin versant du lac Devenyns est très restreint à cause des montagnes de proximité tout autour du lac, qui marquent le partage des eaux. Au nord, la rivière Vermillon (La Tuque) passe à seulement 3,2 km, en traversant le lac Travers (altitude : 396 m). Au nord-ouest, la distance entre le lac des Pins Rouges (altitude : 396 m) et le lac Devenyns est de seulement 460 m. Tandis que du côté nord-est, la distance entre le lac La Poterie Supérieure (altitude : 396 m) et le lac Devenyns est de seulement 1,1 km. En somme, le versant de ces trois plans d'eau entoure la partie nord du lac Devenyns.
Sur la rive est, le lac reçoit les eaux de plusieurs petits lacs dont le lac Nolette (altitude : 405 m). Tandis que le bassin versant du ruisseau Bouchard (tirant ses eaux du lac Bouchard) est situé à l'ouest du lac Devenys. Ce ruisseau coule vers le sud en drainant notamment les eaux du lac Coulon. Le ruisseau Bouchard est un affluent de la rivière Villiers qui est un affluent du lac Fourche que traverse la rivière du Poste.
Le lac Devenyns a une forme triangulaire (aux sommets arrondis) dont un sommet est orienté vers le sud. Ce plan d'eau est séparé d'une vingtaine de kilomètres du réservoir Taureau dont il est un des tributaires.
L'embouchure du lac Devenyns est située à la pointe sud du lac, au fond de la baie de la Traverse où un barrage de retenue a été érigé. La rivière du Poste constitue l'émissaire du lac Devenyns. Cette rivière se dirige vers le sud jusqu'à la "baie du Poste" située au nord-ouest du réservoir Taureau. À partir du barrage, la rivière traverse successivement les lacs Doucet, Roe, Fourche, Rhéault, Pelletier et Dargie.

## Toponymie
En 1897, un arpenteur nomma ce plan d'eau "Lac Clair". Ce toponyme rejoint l'appellation attikamek Kakice Kawacekamik qui signifie "grand lac clair". Puis, en 1914, la Commission de géographie désigna ce plan d'eau par Lac Devenyns ; néanmoins cette désignation n'a été adoptée officiellement qu'en 1960 afin de mettre fin au flottement toponymique qui la concernait. En 1941, la même Commission avait entériné la forme "Clear Lake" pour soi-disant éviter la forme française jugée banale de Lac Clair.
Ce toponyme évoque la mémoire de Léonard Devenyns, industriel belge établi à Van Bruyssel, près de La Tuque.
Le toponyme "Lac Devenyns" a été officialisé le 5 décembre 1968 à la Banque des noms de lieux de la Commission de toponymie du Québec.